# Zapasy na Igrzyskach Afrykańskich 2023
Turniej w ramach igrzysk afrykańskich w 2023 roku rozegrano w dniach 9 – 11 marca 2024 roku w Borteyman Sports Complex w Borteyman w Akrze.

## Tabela medalowa
| Poz. | Państwo                       |    |    |    | Łącznie |
| ---- | ----------------------------- | -- | -- | -- | ------- |
| 1    | Egipt                         | 10 | 4  | 4  | 18      |
| 2    | Nigeria                       | 6  | 3  | 2  | 11      |
| 3    | Algieria                      | 2  | 4  | 3  | 9       |
| 4    | Kamerun                       | 0  | 2  | 2  | 4       |
| 5    | Maroko                        | 0  | 2  | 1  | 3       |
| 6    | Wybrzeże Kości Słoniowej      | 0  | 2  | 0  | 2       |
| 7    | Tunezja                       | 0  | 1  | 3  | 4       |
| 8    | Demokratyczna Republika Konga | 0  | 0  | 4  | 4       |
| 9    | Południowa Afryka             | 0  | 0  | 2  | 2       |
| 9    | Senegal                       | 0  | 0  | 2  | 2       |
| 9    | Angola                        | 0  | 0  | 2  | 2       |
| 12   | Gwinea Bissau                 | 0  | 0  | 1  | 1       |
| 12   | Namibia                       | 0  | 0  | 1  | 1       |
| 12   | Burundi                       | 0  | 0  | 1  | 1       |
|      | Łącznie                       | 18 | 18 | 28 | 64      |

## Wyniki mężczyźni

### styl klasyczny
| Waga   | Złoto:                             | Srebro:                    | Brąz:                            |
| 60 kg  | Mumin Ahmad Rabi Muhammad          | Ismail Ettalibi            | Abdelkarim Fergat                |
| 67 kg  | Muhammad Ibrahim as-Sajjid Ibrahim | Ishak Ghaiou               | Souhaib Khdar                    |
| 77 kg  | Abdelkrim Ouakali                  | Mahmud Abd ar-Rahman       | Emmanuel Nworie Radwane Tarhouni |
| 87 kg  | Bachir Sidazara                    | Muhammad Mustafa Mutawalli | Roberto Nsangua                  |
| 97 kg  | Muhammad Ali as-Sajjid Dżabr       | Fadi Rouabah               | Mohamed Jabri                    |
| 130 kg | Abd al-Latif Muhammad Ahmad        | Radwan asz-Szabbi          | Hamza Haloui                     |

### styl wolny
| Waga   | Złoto:                              | Srebro:           | Brąz:                               |
| 57 kg  | Dżamal Abd an-Nasir Hanafi Muhammad | Enozunimi Simeon  | Omar Faye Rabby Kilandi             |
| 65 kg  | Umar Muhammad Amin Mahmud Murad     | Stephen Izolo     | Mohamed Ben Hafsia Manaceu Ngonda   |
| 74 kg  | Amr Rida Ramadan Husajn             | Abdelkader Ikkal  | Bacar N’Dum Andy Mukendi            |
| 86 kg  | Ahmad Chalid Muhammad Mahmud        | Cedric Abossolo   | Ben Theron Harrison Onovwiomogbohwo |
| 97 kg  | Mustafa Ali as-Sajjid Dżabr         | Wali Eddine Kebir | Aron Isomi Mbo                      |
| 125 kg | Jusuf Hamida                        | Ashton Mutuwa     | Hamza Haloui                        |

### styl wolny kobiet
| Waga  | Złoto:                | Srebro:                            | Brąz:                                               |
| 50 kg | Mercy Genesis         | Nada Madani Aszur Abd Allah        | Rosine Ntsa Assouga                                 |
| 53 kg | Christianah Ogunsanya | Nogona Bakayoko                    | Szajma Atif Barakat Muhammad Miriam Ngoe Wase       |
| 57 kg | Odunayo Adekuoroye    | Zineb Hassoune                     | Ludżi Walid Chalaf Jasin Kavelishimwe Abraham       |
| 62 kg | Esther Kolawole       | Gharam Mahmud Atijja Mustafa Askar | Salmantou Coulibaly Safiétou Goudiaby               |
| 68 kg | Blessing Oborududu    | Blandine Ngiri                     | Samah Abd al-Latif Mahmud Abd al-Latif Rosie Tabora |
| 76 kg | Hannah Rueben         | Amy Youin                          | Lillian Mbena Samar Amir Ibrahim Hamza              |